# برداشت فشار

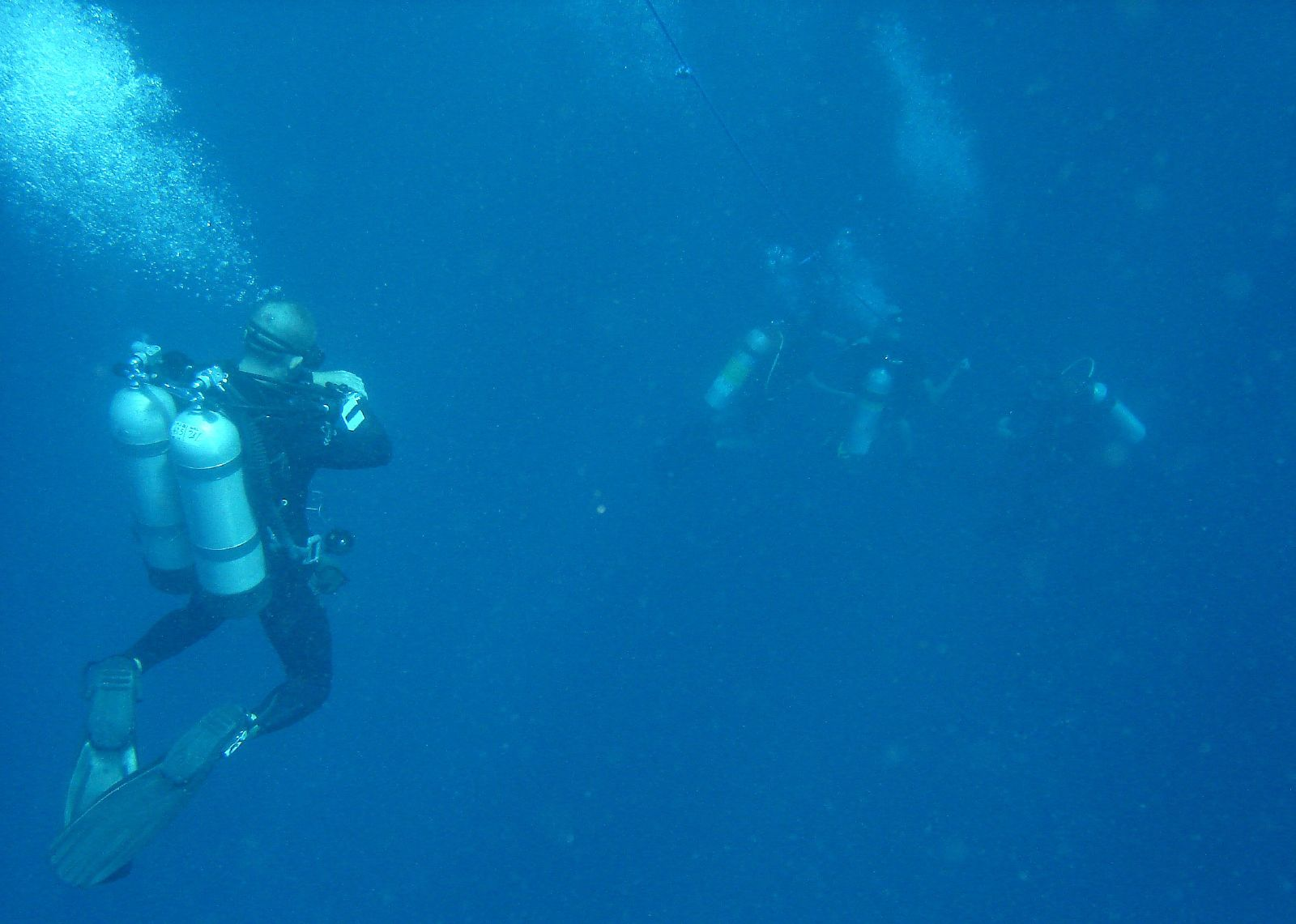
غواصی در هنگام توقف برداشت فشار در پایان غوص

از نخستین روزهایی که بشر توانست با استفاده از تنفس هوای فشرده شده، مدت زمان بیشتری را در عمق سپری نماید، به این موضوع مهم پی برد، که داشتن هوای تنفسی کافی، تنها شرط بقا در عمق نبوده و موانع دیگری نیز در کوتاه نمودن مدت توقف بشر در عمق دخیل می‌باشند. از جمله مهم‌ترین این عوامل جذب سریع نیتروژن را توسط خون می‌توان نام برد.
دانشمندان و محققین دریافتند، نیتروژن که از اجزاء اصلی خون می‌باشد، در صورت قرار گرفتن بدن انسان در محیطی پر فشار، نظیر اعماق دریا با سرعتی معادل 200 برابر سریع تر از اکسیژن با خون ممزوج گشته و باعث بروز بیماری‌هایی می‌گردد که انسان را از باقی‌ماندن در عمق ناتوان می‌سازد.

## فیزیک و فیزیولوژی برداشت فشار
دانشمندان به این موضوع پی بردند که کار در محیط پرفشار میزان جذب نیتروژتن در خون را افزایش می‌دهد و نیز دفع نیتروژن پس از بازگشت به سطح آب، معادل 200 برابر کندتر از اکسیژن انجام پذیرفته و به همین دلیل ابتلا به بیماری‌های غواصی افزایش میابد.
برداشت فشار شامل تداخل پیچیده‌ای از حلالیت گاز، فشار نسبی و میزان غلظت، حجم حمل و نقل و مکانیک حباب‌ها در بافت‌های بدن است. برخی از عوامل مؤثر در جذب گازهای بی‌اثر و حذف آن‌ها از بافت‌ها عبارتند از:

### قابلیت حل شدن
قابلیت حل شدن (حلالیت) یک گاز در مایع یا ماده جامد (املاح) هنگامی اتفاق می‌افتد که مولکول‌ها یا یون‌های گازی به صورتی همگن در یک محیط جامد یا مایع (حلال) پراکنده شوند.
در نظریه برداشت فشار، حلالیت گازها در مایعات از اهمیت اولیه برخوردار است.
انحلال گازها در مایعات تحت تأثیر سه عامل اصلی است:
- ماهیت مایع حلال و گاز حل شده
- دما (گازهای در آب سرد بیشتر در درجه حرارت بالاتر حل می‌شوند، اما ممکن است در حلال‌های آلی محلولیت بیشتر باشد)
- فشار (حلالیت گاز در مایع، متناسب با فشار نسبی گاز در مایع است - قانون هنری)
- وجود املاح دیگر در حلال

| گاز          | وزن مولکولی | محلول آب | محلول لیپید | نرخ انحلال در آب/لیپید |
| ------------ | ----------- | -------- | ----------- | ---------------------- |
| هیدروژن      | 2           | 0٫016    | 0٫048       | 3٫1                    |
| هلیم         | 4           | 0٫0085   | 0٫015       | 1٫7                    |
| نیون         | 20          | 0٫0097   | 0٫019       | 2٫07                   |
| نیتروژن      | 28          | 0٫013    | 0٫067       | 5٫2                    |
| اکسیژن       | 32          | 0٫024    | 0٫12        | 5٫0                    |
| دی‌اکسید کربن | 44          | 0٫56     | 0٫876       | 1٫6                    |

### انتشار
انتشار، جنبش متوسط مولکول‌ها یا یون‌ها در یک بازه زمانی است و در گازها، مایعات یا جامدات یا هر ترکیبی می‌تواند رخ دهد.
انتشار مولکول‌ها توسط انرژی جنبشی مولکولی هدایت می‌شود. از همین رواست که سریعتر در گازها و کندتر در مواد جامد در مقایسه با مایعات اتفاق می‌افتد که علت آن تغییر در فاصله و برخوردها و انتشار است که زمانی سریع تر در درجه حرارت‌های بالاتر یا بوسیلهمولکول‌ها بزرگتر روی می‌دهد. انتشار در مولکول‌های کوچکتر و سبک‌تر مانند هلیوم سریع تر است(انتشار هلیم 2٫65برابر سریعتر از نیتروژن است)
در نظریه برداشت فشار انتشار گازها، به ویژه هنگامی که در مایعات حل می‌شوند، از اهمیت اولیه برخورداراست.

### جذب گازهای بی‌اثر

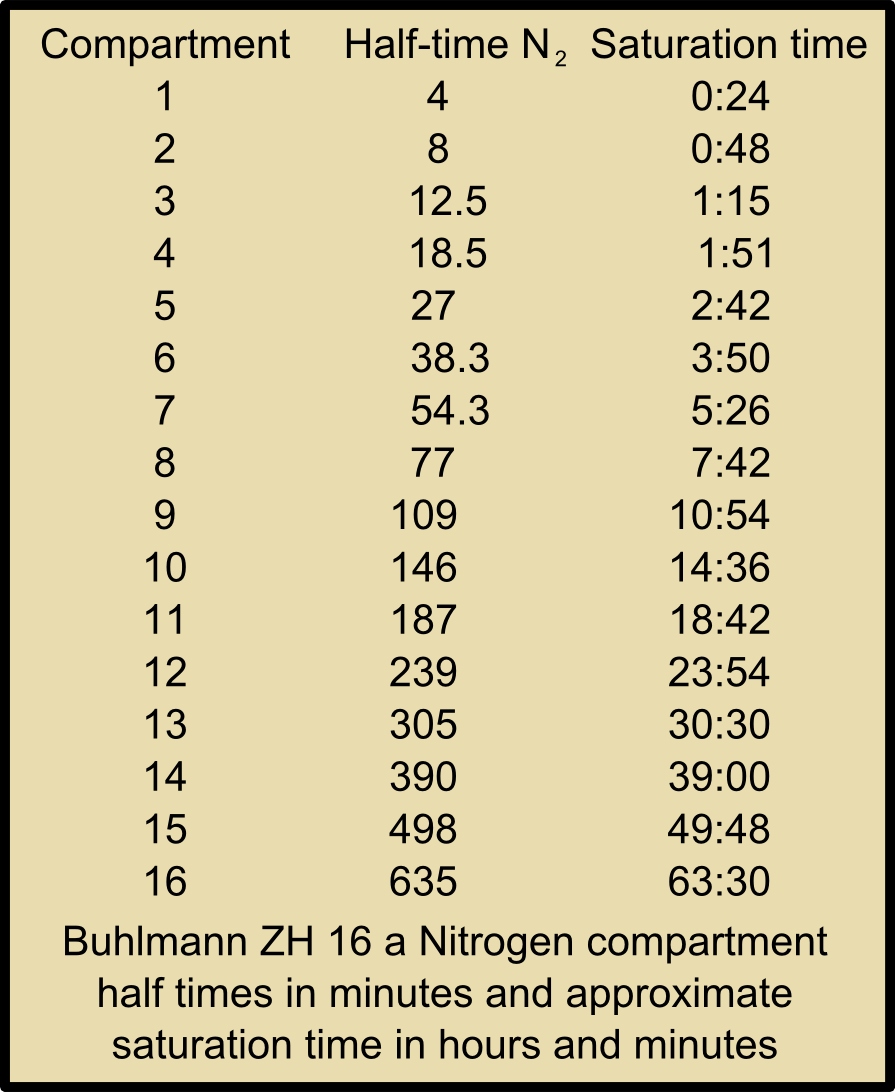

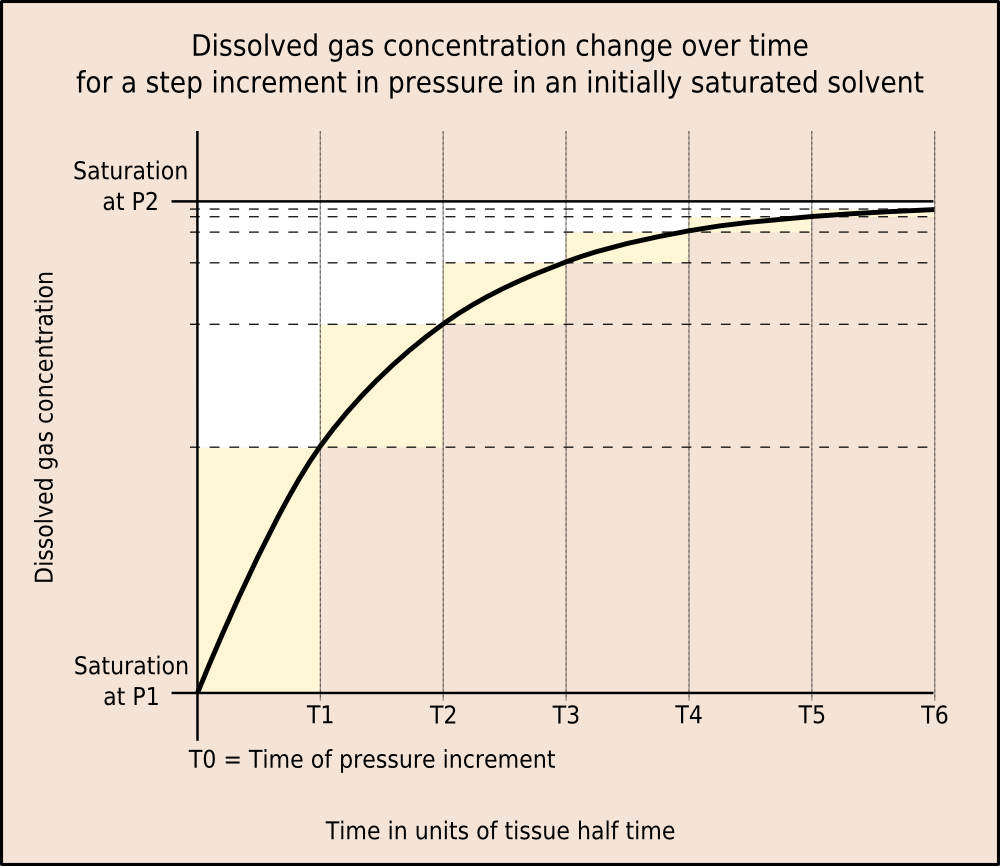

در این زمینه، گاز بی‌اثر اشاره به گازی است که از نظر سوخت و ساز در بدن فعال نیست. نیتروژن اتمسفر (N2) بارزترین مثال است. هلیم (He) گازی بی‌اثر است و به‌طور معمول در تنفس مخلوط برای غواصان استفاده می‌شود. نیتروژن اتمسفر دارای فشار نسبی حدود 0٫78 بار می‌باشد. هوا در آلوئول‌ها و ریه‌ها توسط خون به عنوان یک محصول متابولیک با توجه به وجود اکسیژن (O2) در آن توسط خون جذب شده و برای استفاده در سوخت و ساز بدن به بافت‌ها منتقل می‌گردد. فشار نسبی نیتروژن که در حدود 0758 بار است. منجر به جذب این گاز در بافت‌های بدن می‌شود و بنابراین به‌طور معمول خون با نیتروژن در 0٫758 بار (569 mmHg) اشباع می‌شود. افزایش فشار محیط با توجه به افزایش عمق و پر شدن ریه‌های غواص با تنفس گازهای تحت فشار نیز درافزایش فشارنسبی دخیل است.
به عنوان مثال: در آب دریا به عمق 10 متر (MSW) فشار نسبی نیتروژن در هوای تنفسی 1٫58 بار خواهد بود.
گازهای بی‌اثر از راه تنفس در ریه‌ها جذب خون شده و مویرگ‌های آلوئولار آن را در سراسر بدن با جریان گردش خون که یک سیستم و روند شناخته شده به عنوان تزریق (پرفیوژن) است توزیع می‌کند.

#### تزریق (پرفیوژن)
پرفیوژن جریان توده‌ای خون از طریق بافت‌ها است و حمل و نقل مواد محلول در خون بسیار سریع تر از این طریق خواهد بود. گاز محلول در خون توسط گردش خون به بافت‌های بدن منتقل می‌شود و ویتامین موجود را از طریق دیواره‌های سلولی به بافت‌ها می‌رساند.

#### اشباع و فرا اشباع
اگر فشار گاز در برابر یک مایع (خون) افزایش یابد، گاز تحت فشار در آن مایع حل می‌شود. این حالت اشباع نام دارد.
اگر فشار نسبی آن گاز (در ریه‌ها یا خون) کاهش یابد، آن گاز در بافت‌ها پخش خواهد شد؛ و منجر به تشکیل حباب در بافت‌ها می‌گردد. این حالت را فرا اشباع می‌نامند که روند مکانیکی بیماری تراکم زدائی است.

#### محفظه بافت
محفظه بافت، بافت‌های خیالی است که به عنوان سنجش میزان جذب و دفع گازها و برای توصیف میزان اشباع یا فرا اشباع آن‌ها تعیین شده‌است. بافت‌های واقعی با نرخی متفاوت از یکدیگر نیتروژن را جذب و دفع می‌کنند.
به عنوان مثال: بافت‌های چربی میزان بیشتری نیتروژن نسبت به عضلات جذب می‌کنند. از همین رو تأثیر زیادی در ابتلا به بیماری تراکم زدائی دارند.
جدولهای برداشت فشار مانند برنامه‌ریز غواصی تفریحی بیشتر از محظه بافت 14 یا 16 تائی در الگوهای محاسبه خود بهره می‌برند. یا به عبارتی دیگر در الگوهای محاسبه بدن انسان را به 14 بخش (بافت) که هریک به میزان خاص خود نیتروژن را جذب و دفع می‌کند شبیه‌سازی کرده‌اند.

##### نیمه وقت بافت
نیمه وقت بافت، زمانی است که نیمی از بافت(50٪)آن پر از نیتروژن شده‌است. جدول‌های غواصی تفریحی مانند برنامه‌ریز غواصی تفریحی بر خلاف جدول‌های نظامی مانند جدول برداشت فشار نیروی دریائی آمریکا که در دهه‌های پیشین در غواصی تفریحی رایج بودند از این الگو بهره می‌برند. بنابر پژوهش‌های نوین استفاده از نیمه وقت بافت در الگوها مدت زمان بیشتری در عمق را به دنبال مدت زمان کوتاه تری استراحت بر سطح و نیز غوص‌های مکرری را در یک روز همراه با ایمنی و سلامت بیشتر برای غواصان فراهم می‌آورد.

#### بافتهای اشباع شده

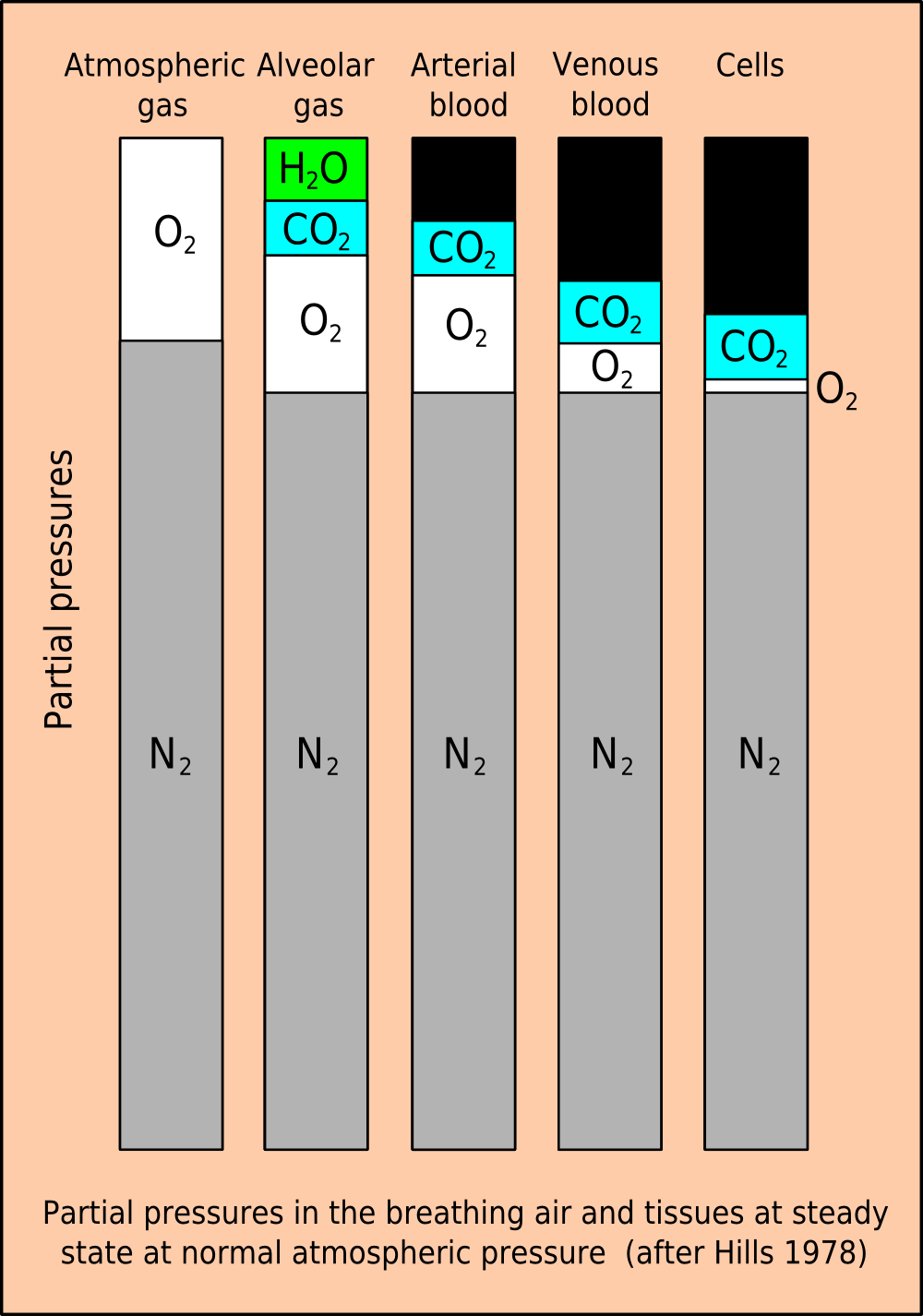

گازها در بافت‌ها به شکل محلول تا زمانی که فشار محیط اطراف بالا است باقی می‌مانند. ادامه این روند باعث جذب گازهای بیشتری در خون و بافت‌ها و در نتیجه بروز حالت اشباع (پرشدن بافت) می‌گردد.

#### بافتهای فرا اشباع شده
اگر فشار محیط اطراف بافت‌های پر از گاز (اشباع) شده کاهش یابد، حالت فرا اشباع رخ می‌دهد. این به آن معناست که گازهای محلول در خون و بافت‌ها به صورت حباب درآمده و باعث بروز اختلالات فیزیولوژیکی در بدن می‌گردند.

### تخلیه گازها
تخلیه گازها از بافت‌ها و خون باید تحت شرایطی خاص، ایمن و فشاری ایده‌آل انجام پذیرد. گازها هنگامی از بافت‌ها شروع به تخلیه (دفع) می‌نمایند که فشار محیط اطراف آن‌ها و نیز فشار نسبی آن گاز کاهش یافته باشد. طبق آخرین دست‌آوردهای پزشکی تخلیه گازها پس از غواصی در فشاری معادل با 1٫5اتمسفر (عمق پنج متری) بیشترین بازدهی و ایمن‌ترین روند را خواهد داشت.

#### میزان M
درفشار محیط، مقدار M مقدار حداکثر مطلق فشار گاز بی‌اثر که یک محفظه بافت می‌تواند بدون ارائه علائم بیماری رفع فشار تحمل کند است. میزان M محدودیت‌هایی برای مدرج نمودن قابلیت تحمل بین فشار گاز بی‌اثر و فشار محیط در هر محفظه بافت است. واژگان جایگزین برای میزان M در جدول‌های غواصی عبارتند از «محدوده اشباع»، «محدودیت‌های بیش از حد فشار قابل تحمل» یا NDL.

### دستگاه فراصوتی حباب یاب دوپلر

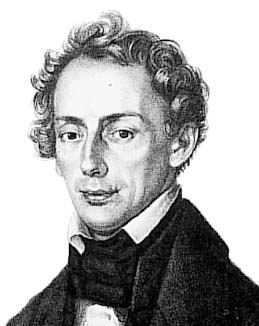
کریستیان یوهان دوپلر

کریستیان یوهان دوپلر (1803–1853) فیزیکدان و ریاضیدان اتریشی بود. شهرت او بیشتر به خاطر اثر دوپلر است.
امروزه با استفاده از دستگاه دوپلر و بر اساس اثر دوپلر می‌توان حباب‌های کوچکی که در خون پس از قرار گرفتن بدن در محیط‌های پرفشار و رسیدن به حالت اشباع را ردیابی و تعیین نمود.
دستگاه حباب یاب دوپلر، تجهیزات تشخیص حباب با استفاده از سیگنال‌های اولتراسونیک منعکس شده از سطوح حباب است که به شناسایی و تعیین کمیت حباب‌های گاز موجود در خون و ورید می‌پردازد. این روش توسط دکتر مریل اسپنسر از مؤسسه فیزیولوژی و پزشکی کاربردی در سیاتل، که با انتشار یک گزارش در سال 1976 اعلام کرد که حتی پس از تراکم زدائی بدون محدودیت تعداد زیادی حباب‌های گاز در ورید، خون و بافت‌های غواصان مشاهده شده‌است کشف و مورد استفاده قرار گرفت. این حباب‌ها را حباب‌های ساکت می‌نامند.

### بیماری تراکم زدائی
بیماری تراکم زدائی یا بیماری رفع فشار عارضه ایست که بدن انسان پس از قرار گرفتن در فضائی پرفشار، جذب نیتروژن بیش از حد و رسیدن به حالت فرا اشباع دچار آن گردیده و با اختلالاتی روبرو می‌گردد. این بیماری هنگامی رخ می‌دهد که نیتروژن که در خون به صورت مایع جذب گردیده بوده‌است بر اثر کاهش فشار محیط اطراف به شکل حباب‌های موجود در جریان خون درآمده که می‌تواند به دلیل توقف بیش از حد طولانی در زیر آب یا به سطح آمدن سریع و بدون تراکم زدائی رخ دهد. برای پیش‌گیری از ابتلا به این عارضه می‌بایست پیش از بازگشت به سطح تراکم زدائی نمود.

## برنامه‌ریزی برای برداشت فشار

### الگوهای برداشت فشار
مشکل اساسی در طراحی جدول‌های رفع فشار این بود که گاهی قوانین فیزیکی حاکم بر غوص و صعود صدق نمی‌کرد؛ و حتی زمانی برخی از حباب‌های موجود در بافت و تأخیر در رفع فشار آز آن‌ها ممکن بود منجر به بیماری تراکم زدائی شود.
اما پژوهشگران راه حل را در توسعه مدل‌های چند بافتی یافتند که در آن‌ها فرض شده‌است که قسمت‌های مختلف بدن گاز را در سطوح و میزان‌های مختلفی جذب و دفع می‌کنند و هر بافت، یا محفظه، دارای یک وقت نیمه متفاوت با دیگری است و برخی بافت‌ها سریعتر گاز را به نسبت دیگر بافت‌ها جذب می‌کنند اما برخی آن را به هنگام صعود با نرخ آهسته‌ای آزاد می‌کنند.
بافتهای سریع اشباع شده ممکن است در این دوره از غواصی به صورتی بسیار سریع نیتروژن را در خود جذب کند در حالی که یک بافت آهسته اشباع شونده به ندرت ممکن است در آن جذب گاز رخ دهد. با محاسبه سطح و میزان جذب و دفع گازها در هر محفظه به‌طور جداگانه، محققان قادر به ساختن جدول‌های مختلفی گردیدند که تاکنون مورد توسعه قرار داشته‌اند. علاوه بر این، هر یک از محفظه‌ها ممکن است قادر به تحمل اشباع بیشتر یا کمتری از دیگر محفظه‌ها باشد.

#### اعتبار الگوها
در سده گذشته تحقیقات اولیه‌ای در تشخیص علائم بیماری تراکم زدائی (DCI) انجام گرفت و الگوهائی بر طبق آن تهیه شد. اما در دهه‌های اخیر و با استفاده از آزمایش‌های سونوگرافی و دوپلر که نشان دهنده آن بود که تشکیل حباب در بدن غواصی که در او هیچ نشانه یا نشانه‌های DCI نمایان نشده‌است نیز امکان‌پذیر می‌باشد بسیاری از محاسبات تغییر یافت.
با توجه به این نکته این بسیار مهم است که هر الگو با روش‌های دقیقی تست، کنترل شده و اعتبار کسب کند تا محققان اطلاعات بیشتری در مورد اثرهای رفع فشار با آن الگو بر روی بدن انسان بیایند.

### الگوریتم‌های برداشت فشار

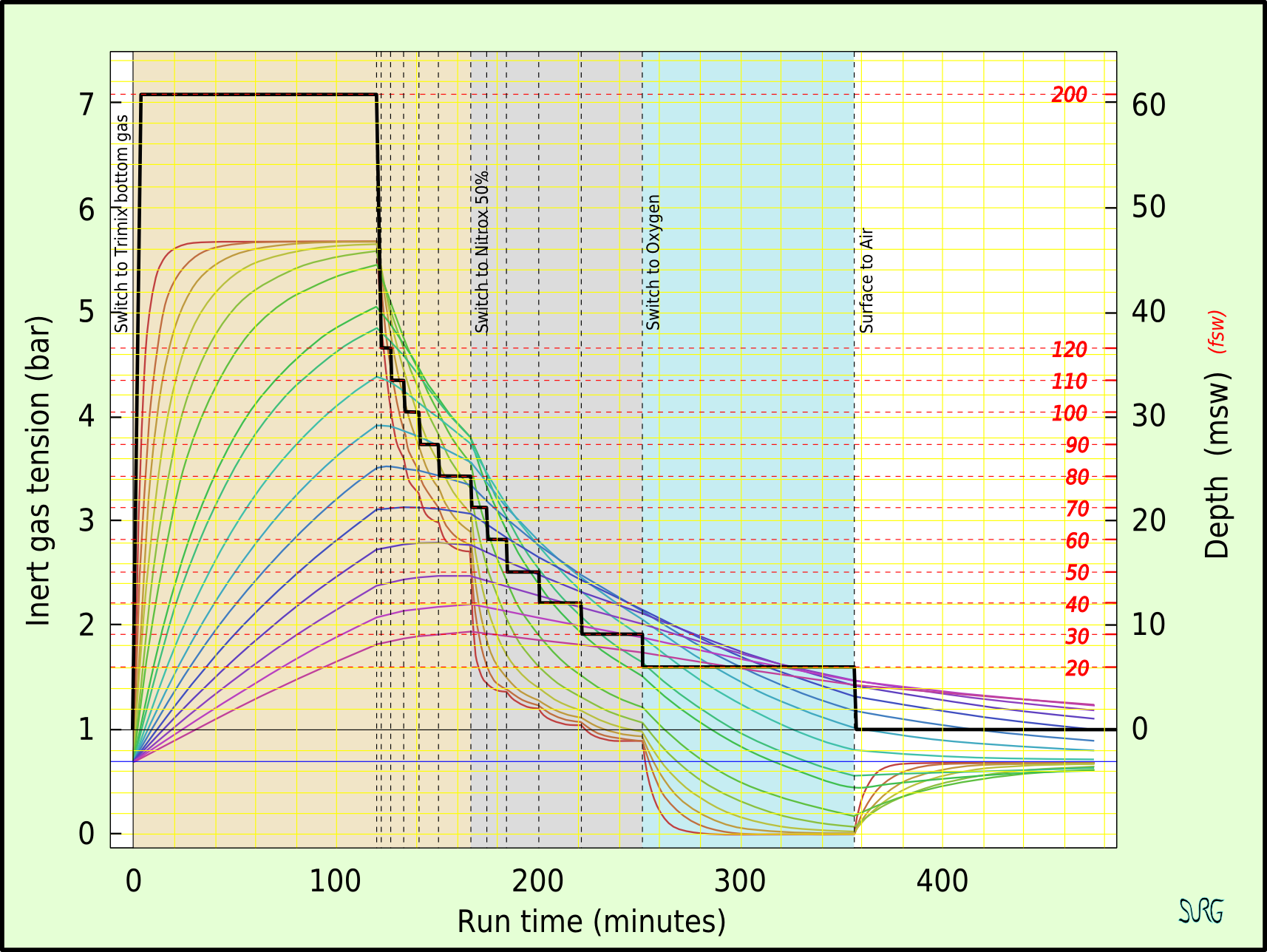
گازهای بی‌اثر در غواصی رفع فشار برای سرعت بخشیدن به رفع فشار در محفظه بافتها، توسط یک الگوریتم رفع فشار محاسبه و پیش‌بینی می‌شوند.

امروزه الگوریتم رفع فشار مورد استفاده برای محاسبه رفع فشار برای غواصی دارای مشخصات خاص مورد نیاز به منظور کاهش خطر ابتلا به بیماری رفع فشار است و این الگوریتم را می‌توان برای تولید برنامه‌های رفع فشار غواصی، جدول‌های رفع فشار و در استفاده‌های عمومی تر در کامپیوترهای غواصی و نرم‌افزار اجرا شده توسط آن‌ها بکار بست.

### جدولهای تراکم زدائی

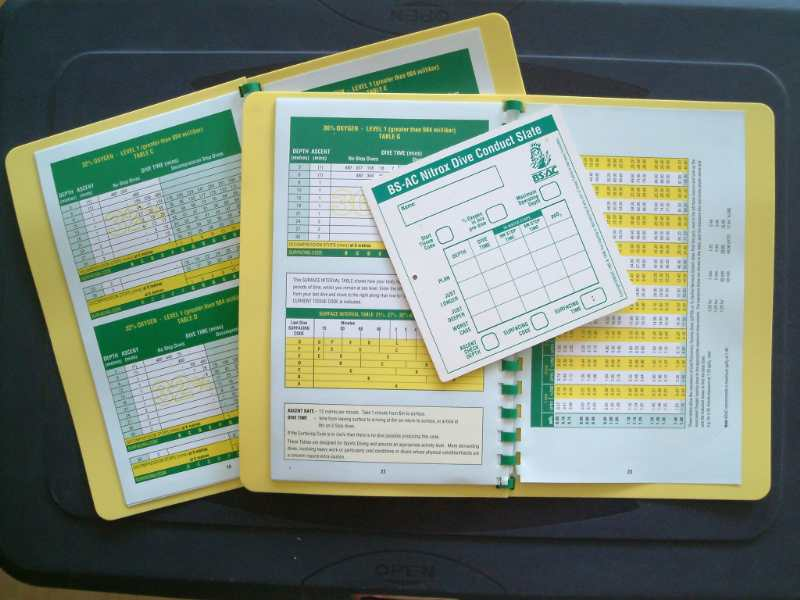
جدول برداشت فشار نایتروکس

جدول‌های غواصی یا رفع فشار جدولهائی اند که اجازه می‌دهند غواصان برنامه غواصی و رفع فشار خود را بر طبق مشخصات خاص غواصی خود یا تنفس گازهای مختلف تعیین کنند.
در جدول‌های غواصی فرض بر این است که غواص بلافاصله به بیشترین عمق مورد نظر رسیده‌است و در همان عمق تا پایان غواصی باقی می‌ماند. برخی از جدول‌های غواصی نیز وضعیت جسمی یا شرایط عمومی غواص را در نظر گرفته‌اند. به عنوان مثال جدول‌های غواصی نیروی دریایی باید توسط نظامیان استفاده شده و هرگز غواصان تفریحی از آن استفاده نکنند مگر اینکه در شرایط فیزیکی مشابه بوده یا تمایل به ریسک‌پذیری شبیه به غواصان نیروی دریایی داشته باشند.
اما برخی از جدول‌ها مانند برنامه‌ریز غواصی تفریحی فقط برای غواصی‌های تفریحی بدون توقف و در سایت‌های هم سطح دریا طراحی شده‌است و برای غواصی در ارتفاعات بالاتر از 300 متر باید جدول‌های مخصوص به ارتفاعات را به کار بست.
برخی از جدول‌های غواصی تهیه شده در سده اخیر به شرح زیر است:

#### نظریه و جدول هالدین
جان اسکات هالدین نخستین شخصی بود که مفهوم جذب و انتشار نیتروژن در خون را با جدول بسیار ساده و ابتدائی خود معرفی کرد. جدول او دارای 5محفظه بافت با نیمه وقتهایی از 5، 10، 20، 40 و 75دقیقه پیشنهاد شده بود.
در فرضیه اولیه (هالدین 1908) پیش‌بینی شده بود که اگر نرخ صعود اجازه ندهد که فشار نسبی گازهای بی‌اثر در هر یک از بافت‌های فرضی به بیش از فشار محیط اطراف یعنی بیش از 2:01 برسد، حبابهائی تشکیل خواهند شد.
این بدان معنی است که غواص می‌تواند از عمق 30 متری (4 بار) تا 10 متر (2 بار) صعود کرده‌است یا از 10 متر (2 بار) به سطح بدون اشباع شدن و بدون مشکل رفع فشار صعود نموده‌است. برای اطمینان از این فرضیه تعدادی توقف رفع فشار نیز در برنامه صعود ادغام شده بودند. جدول جان اسکات هالدین توسط نیروی دریایی سلطنتی انگلستان راه اندازی شد به منظور توسعه یک روش رفع فشار امن بکار گرفته شد.

#### فرضیه هالدین
فرضیه هالدین در این خلاصه شده بود که غواص بلافاصله می‌تواند تا عمق که در آن به اشباع می‌رسد رفته و پس از آن صعود کند. اما سطح اشباع بحرانی، که در آن عمق و فشار برای خارج ساختن گاز و به حداکثر رساندن رفع فشار در کارآمدترین حالت تجاوز نمی‌کند. طبق این محاسبه غواص در این عمق باقی می‌ماند تا اشباع به اندازه کافی کاهش داده شده و تا صعود دیگر به 10 فوتی، به میزان جدیدی از اشباع بحرانی که در آن همین فرایند تکرار می‌شود تا زمانی که برای غواص بازگشت به سطح ایمن باشد تکرار شود.

#### آزمونهای تجربی هالدین
تعداد زیادی از آزمون‌های رفع فشار با استفاده از حیوان (بز)، که به مدت سه ساعت در حالت اشباع قرار گرفتند انجام شد و برای بروز علائم بیماری رفع فشار مورد بررسی قرار گرفت. حیوانی که که در 2٫25بار مطلق یا کمتر فشرده شده بود، هیچ نشانه‌ای از بیماری تراکم زدائی پس از رفع فشار و بازگشت سریع به سطح نشان نداد. اما حیوانی که در 6 بار فشار قرارگرفته (نسبت فشار 2٬3 تا 1) بروز نمود. هالدین و همکارانش به این نتیجه رسیدند که رفع فشار از اشباع با نسبت فشار 2 تا 1، احتمالاً به تولید علائم می‌انجامد.

#### جدول هالدین
الگوریتم محاسباتی هالدین و جدول او برای محاسبه مجموعه‌ای از آزمون‌های دیگر مورد استفاده قرار گرفت. روش محاسبه او شامل انتخاب عمق و قرار گرفتن در معرض زمانی مشخص و محاسبه فشارنسبی نیتروژن در هر یک از محفظه بافت‌ها در پایان غوص بود.
عمق اولین توقف محفظه بافت با بالاترین فشار نسبی و عمق اولین توقف رفع فشار، عمق توقف استاندارد که در آن این فشار نسبی به بیش از نسبت فشار بحرانی نزدیک تر بود می‌رسید.
در سال 1906 اتاق تست غواصی در آب‌های باز با ظرفیت دو غواص ساخته شد و غواصانی در معرض آزمون قرار گرفتند. پس از اتمام آزمون‌ها جدول هالدین توسط نیروی دریایی سلطنتی در سال 1908 به تصویب رسیده و مورد استفاده قرار گرفت. جدول هالدین در سال 1906اولین مجموعه واقعی از جدول رفع فشار بود که مفهوم اساسی محفظه بافت را مورد استفاده قرار می‌داد.

#### جدول تراکم زدائی نیروی دریائی ایالات متحده
پس از پژوهش‌های اولیه هالدین، جداول رفع فشار نیروی دریایی ایالات متحده آمریکا توسعه یافت و در طول سال‌های متمادی از آن‌ها استفاده گردید. این جدول‌ها عمدتاً بر اساس مدل نمادین موازی در بافت‌های چند محفظه‌ای طراحی شده‌است.

##### جدولهای C و R سال 1915
این جداول رفع فشار برای نیروهای دریایی ایالات متحده طراحی و توسط اداره ساخت و ساز و تعمیرات در سال 1915برای استفاده اختصاصی نظامیان توسعه داده شد که در نتیجه به عنوان جداول R و C شناخته شده بودند. این جدول‌ها کاملاً از جدول هالدین مشتق شده بودند.

##### جدول هاوکینز شیلینگ و هانسن 1930
آموزش فرار از زیردریایی برای پرسنل نیروی دریایی ایالات متحده منجر به این باور شد که نسبت اشباع مجاز هالدین برای بافت‌های سریع ناموفق است و محاسبه‌ها نشان داد که اشباع در عملیات‌های آموزشی بیش از محدودیت‌های هالدین اتفاق می‌افتد.
تعداد بسیار زیادی (2143) غواصی تجربی در طول بیش از 3 سال انجام شد تا نسبت اشباع مجاز برای مدل 5محفظه هالدین را با محفظه یک برابر و نیمی از 5، 10، 20، 40 و 70 دقیقه جایگزین نمایند. ارزش حیاتی به دست آمده از این کار تجربی برای هر یک از محفظه‌های بافت متفاوت است. ارزش‌ها برای بافت‌های آهسته (75و 40 دقیقه) که نزدیک به یافته‌های هالدین بود محاسبه شد، اما مقادیر قابل ملاحظه بیشتری برای بافت‌ها سریع آشکار شد. این مقادیر به حدی زیاد بود که محققان به این نتیجه رسیدند که بافت‌های 5و 10 دقیقه‌ای ربطی به توسعه بیماری تراکم زدائی ندارند. بر اساس این نتیجه‌گیری، مجموعه‌ای از جدول‌های جدید با حذف بافت‌های 5و 10 دقیقه‌ای محاسبه شد.

##### جدول یاربوروف 1937
در 1937 جدول یاربوروف بر اساس مدل 3 محفظه هالدین با محفظه یک برابر و نیمی از 20، 40 و 70 دقیقه‌ای طراحی شد. سرعت صعود به 25فوت در دقیقه محاسبه شد.

##### جدول 1956
ون درآو (Van der Aue) روشی برای رفع فشار بر سطح با اکسیژن در اوایل دههٔ 1950 به کار گرفت. در طی این تحقیق با استفاده از جدول 1937 و زمان غواصی طولانی مورد آزمون قرار گرفت. او همچنین متوجه شد که بافت‌های سریع که در سال 1930 کاهش یافته بود، رفع فشار را در مواردی کاهش می‌دهد. بنابراین او تغییراتی را در جدول نوین خود به وجود آورد.
این مدل نیز به مانند مدل‌های نخستین خود بر مبنای محاسبه والگوریتم به کار رفته در مدل هالدین طراحی شد ولی با برخی از تغییرات:
- طراحی شده با 6 محفظه بافت موازی با جذب و حذف نمادین گاز با زمان نصف محفظه از 5، 10، 20، 40، 80 و 120 دقیقه.
- برداشت متقارن و حذف نیم مرتبه‌ای (زمان نیمه یکسان برای هر یک از محفظه برای جذب و حذف)
- کاهش نسبت‌های اشباع خطی با افزایش فشار محیط، (M-میزان) و متفاوت برای هر یک از محفظه بافت.
- هر محفظه بافت فرض شده‌است را به‌طور کامل اشباع / و فرا اشباع را در زمان 1/2 6. انجام می‌دهد. این به این معنی است که اشباع از کمترین محفظه 120 دقیقه و برای 12 ساعت طول می‌کشد - از این رو 12 ساعت فاصله استراحت بر سطح، قبل از انجام غوص‌های متوالی در نظر گرفته شده‌است و با این جداول غواصی تکراری امکان‌پذیر نیست.
- نرخ صعود 60 فوت در دقیقه انتخاب شده‌است.
- فاصله تا سطح حداقل 10 دقیقه لازم شد تا اطمینان حاصل شود که 120 دقیقه محفظه کنترل اثری بر غواصی تکراری ندارد.

جدول 1956 نیروی دریائی ایالات متحده سالیان دراز به عنوان تنها جدول قابل اتکا، ایمن و مطمئن در تمامی انواع غواصی از نظامی و صنعتی و حتی تفریحی به دلیل عدم وجود جدول مناسب به کار گرفته شد، اما این جدول در نخستین سال‌های دهه هشتاد میلادی و با پیشرفت علم پزشکی وگسترش قابلیت‌ها در اجرای آزمون‌های میدانی و معرفی برنامه‌ریز غواصی تفریحی توسط علوم و فناوری غواصی به کنار گذارده و استفاده از این جدول در غواصی اسکوبای تفریحی منع گردید.

#### برنامه‌ریز غواصی تفریحی

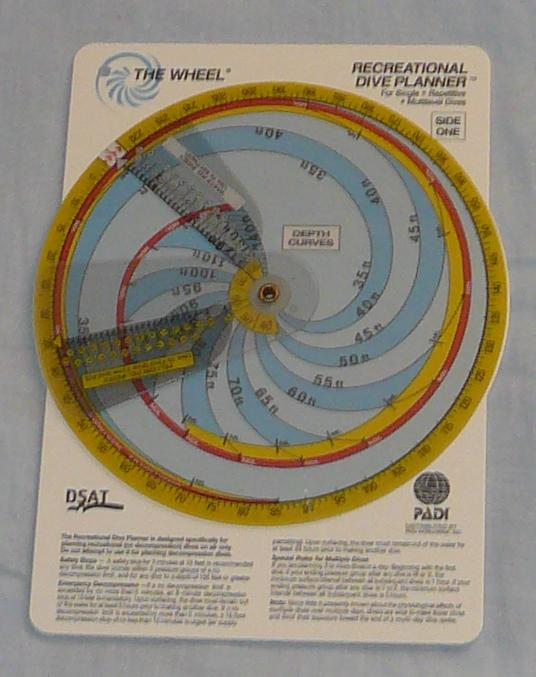
برنامه‌ریز غواصی تفریحی PADI در قالب گردونه.

برنامه‌ریز غواصی تفریحی یا (RDP) یکی ازجدول‌های برداشت فشار غواصی و تنها جدول رفع فشاری است که در آن مدت زمان غواصی بدون نیاز به توقف برداشت فشار در آب محاسبه شده‌است.
RDP توسط علوم و فناوری غواصی که از شرکت‌های وابسته به انجمن مربیان حرفه‌ای غواصی PADI است تهیه و توسعه داده شده‌است و نخستین جدولی است که منحصراً برای غواصی تفریحی طراحی شده‌است.
چهار نوع RDP وجود دارد: نسخه جدول که برای اولین بار در سال 1988 معرفی شده‌است، نسخه چرخ، نسخه الکترونیکی یا eRDP معرفی شده در سال 2005و در نهایت آخرین نسخه الکترونیکی چند سطحی آن یا eRDPML معرفی شده در سال 2008
از جدول‌های RDP همیشه در کنار دفترچه‌های ثبت غوص برای ثبت و نظارت بر عمق، فشار و سطح نیتروژن باقی مانده‌استفاده می‌شود.
امروزه قیمت پایین و راحتی استفاده از رایانه‌های مدرن غواصی منجر شده‌است تا بسیاری از غواصان تفریحی، تنها استفاده از جداول مثل RDP را فقط برای یک زمان کوتاه در طول آموزش خود و قبل از استفاده از کامپیوترهای غواصی بیاموزند.
در کامپیوترهای غواصی نیز از الگوی مدرج کاهنده حباب که بر طبق همان الگوریتم استفاده شده در جدول‌های RDP بدون نیاز رفع فشار و بر اساس مبنای محاسباتی آنهاست استفاده شده و مدت زمان غوص و میزان نیتروژن جذب شده در بدن غواص را محاسبه می‌نمایند.
این در صورتی است که کامپیوترهای غواصی با محاسبه لحظه به لحظه و دقیق غوص مدت زمان بیشتری برای باقی‌ماندن در آب را به غواص ارائه می‌دهند و در نتیجه گزینه‌ای محبوب تر برای بیشتر غواصان است.

### نرم‌افزارهای تراکم زدائی
نرم‌افزارهای برداشت فشار از قبیل RGBM و DecoPlanner و Z-V-GAP در دسترس هستند. این نرم‌افزارها بر اساس شبیه‌سازی نیازهای برداشت فشار نسبت به پروفایل‌های مختلف غواصی و با مخلوط‌های تنفسی متفاوت و با استفاده از الگوریتم‌های برداشت فشار کار می‌کنند.
این نرم‌افزارهای برداشت فشار امروزه بر اساس الگوهای زیر در دسترس است:
- الگوی نیروی دریایی ایالات متحده (برای استفاده نظامی و غواصی صنعتی)
- الگوی Buhlmann (برای استفاده در ارتفاعات)
- الگوی مدرج کاهنده حباب RGBM بر اساس برنامه‌ریز غواصی تفریحی (برای استفاده در غواصی تفریحی)
- الگوی متفاوت نفوذپذیری (استفاده در غواصی فنی)

### کامپیوترهای غواصی شخصی

یک کامپیوتر غواصی مچی.

کامپیوتر غواصی شخصی، یک کامپیوتر کوچک دارای حسگر فشار است که در یک بدنه ضد آب و مقاوم در برابر فشار نصب شده و برای محاسبه پروفایل غواصی با استفاده از الگوهای موجود برنامه‌ریزی شده‌است.
بسیاری از کامپیوترهای غواصی بر مچ دست سوار شده اما برخی از مدل‌ها در یک کنسول همراه با گژ فشارسنج و احتمالاً دیگر ابزارهای لازم نصب می‌شود. این کامپیوترها علاوه بر نمایش اطلاعات حیاتی غوص که شامل حداکثر عمق و عمق در حال حاضر، مدت زمان غواصی و زمان باقی‌مانده برای برداشت فشار اطلاعات دیگری مانند دمای محیط و سرعت بالا آمدن را نیز نشان می‌دهند. در برخی از نمونه هااطلاعات دیگر مانند فشار گاز تنفسی درون سیلندر نیز نمایش داده می‌شود.
استفاده از کامپیوتر غواصی مزایای بسیاری در نظارت بر غواصی دارد؛ و بر خلاف جدول‌های غواصی محاسبه غوص را به صورتی پویا و لحظه به لحظه با مشخصات واقعی مانند میزان فشار و زمان واقعی انجام می‌دهد.
بیشتر کامپیوترهای غواصی امروزی بر اساس الگوی مدرج کاهنده حباب و برنامه‌ریز غواصی تفریحی طراحی و ساخته می‌شوند.

### الگوی مدرج کاهنده حباب
الگوی مدرج کاهنده حباب (RGBM) الگوریتمی طراحی شده توسط دکتر بروس وینکل برای محاسبه دقیق و رایانه‌ای توقف رفع فشار به هنگام غواصی تفریحی است.
این الگو به مانند برنامه‌ریز غواصی تفریحی بوده ولی محاسبه خود را با بکارگیری ابزار رایانه‌ای دقیق و لحظه به لحظه انجام می‌دهد.
از این الگو در بیشتر کامپیوترهای غواصی، به ویژه آن‌هایی که توسط سونتو، مارس، هایدرو اسپیس، اوشیانیک و بر طبق DSAT ساخته شده‌اند استفاده می‌شود.
تولیدکنندگانی مانند سونتو تأیید کرده‌اند که استفاده از الگوی رایانه‌ای RGBM ایجاد حباب‌های گاز در خون را که موجب بروز بیماری تراکم زدائی به هنگام غواصی می‌گردد کاهش می‌دهد.
این الگوی رایانه‌ای، هر دو سقف عمق و زمان بستر را برای محاسبه توقف رفع فشار ارائه می‌دهد.
همچنین حداقل زمان مورد نیاز بافت برای خارج ساختن گاز از خون را محاسبه و رشد حباب‌های ساکت را به حداقل می‌رساند.

### انتخاب الگوریتم
در سال 1980 جامعه غواصی تفریحی ایالات متحده تمایل به عدم استفاده از جداول نیروی دریایی ایالات متحده را (به دلیل مغایرت با توانائی جسمی غواصان در فعالیت‌های غواصی تفریحی) در طیف وسیعی از خود نشان داد. از همین رو جداول منتشر شده دیگری از سوی سازمان‌های دیگر، از جمله چند تن از آژانس‌های آموزش غواصی مانند (BSAC باشگاه زیر آبی بریتانیا، انجمن ملی مربیان زیر آب NAUI، انجمن مربیان حرفه‌ای غواصی PADI)در دست تهیه قرار گرفت که امروزه کار آمدترین و رایج‌ترین آن‌ها برنامه‌ریز غواصی تفریحی توسعه یافته توسط علوم و فناوری غواصی از زیرمجموعه‌های انجمن مربیان حرفه‌ای غواصی است.
انتخاب و استفاده صحیح از جداول غواصی برای سلامت یک غواص بسیار ضروری است به‌طور کلی جدول‌های غواصی امروزی به دو دسته تفریحی و برای آموزش‌های غواصی تفریحی و نظامی/صنعتی تقسیم گردیده‌اند.
آن است که معمولاً توسط آژانس‌های غواصی تفریحی مورد تأیید قرار گرفته و تجویز می‌شوند را هرگز نمی‌توان در غواصی نظامی/صنعتی بکار برد و استفاده از جدول‌های نظامی/صنعتی در غواصی تفریحی نیز کاری بسیار خطرناک است.

### آموزش تئوری برداشت فشار و جدولها
به دلیل برخورداری از اهمیت بسیار بالا در افزایش ایمنی غواصی و سلامت جسمی غواصان، آموزش تئوری برداشت فشار از مهم‌ترین مبانی آموزشی در دوره‌های آموزش غواصی می‌باشد.
امری که امروزه تمامی سازمانهای آموزش غواصی بین‌المللی معتبر بر طبق حداقل نیازهای آموزشی غواصی که توسط استانداردهای غواصی تعیین گردیده‌اند در دوره‌های آموزشی خود موظف به ارائه آن می‌باشند.

## مراحل تراکم زدائی

### غوص‌های بدون نیاز به تراکم زدائی
غوص‌های بدون نیاز به تراکم زدائی، غوصهائی هستند که در محدوده جدول‌های غواصی تفریحی انجام گردیده و غواص پیش از آنکه بافت‌های بدنش مملو از نیتروژن گردد به غواصی خود پایان می‌دهد.

### محدوده بدون برداشت فشار
محدوده بدون برداشت فشار، محدوده ایست که از نظر پزشکی بافت‌های بدن در میانه ظرفیت خود برای جذب نیتروژن قرار گرفته‌اند. این محدوده در جدول‌های غواصی تفریحی با خانه‌های سیاه رنگ در بخش انتهائی زمان‌های توقف در زیر آب مشخص گردیده‌اند.

#### توقف تراکم زدائی

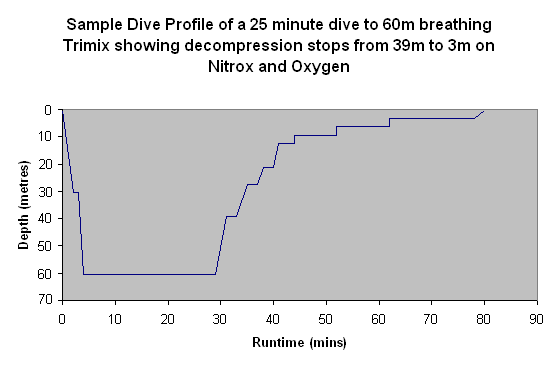

توقف تراکم زدائی، توقفی است که غواص پس از آغاز صعود و در مسیر بازگشت به سطح از عمق در عمق 5متری که دارای یک و نیم اتمسفر فشار می‌باشد و از نظر پزشکی بهترین اثر را در چرخه برداشت فشار نهائی دارد، به مدت حداقل 3 دقیقه توقف نموده و پس از آن به سطح می‌آید.

### زمان بستر
زمان بستر مدت زمان مجازیست که غواص می‌تواند بدون اشباع شدن بافت‌های بدنش از گاز نیتروژن در عمق باقی بماند. این زمان در برنامه‌ریز غواصی تفریحی به صورت دقیقه مشخص گردیده است.

#### سرعت صعود
سرعت صعود، سرعت ایمن و مجازیست که به هنگام بازگشت به سطح می‌بایست توسط غواص رعایت گردیده تا از صدمات و آسیب‌های فشاری بر شش‌های وی پیشگیری به عمل آید.
این سرعت مجاز، سرعتی معادل یا آهسته‌تر از سرعت صعود حبابهایی است که به صورت عادی از بستر آزاد گردیده و سالم به سطح می‌رسند. به صورت کلی می‌توان گفت که این سرعت کمتر از 18 متر در دقیقه محاسبه گردیده است که در تمامی انواع برنامه‌ریز غواصی تفریحی نیز به کار گرفته شده‌است.

### استراحت بر سطح
زمان استراحت بر سطح زمانیست که غواص در بین دو مرحله غواصی خود برای دفع نیتروژن محلول در خون خود بر سطح آب به استراحت می‌پردازد.
این زمان را می‌توان با استفاده از جدول‌های غواصی و برنامه‌ریز غواصی تفریحی محاسبه نمود.

### زمان نیتروژن ساکن
زمان نیتروژن ساکن، میزان نیتروژن محلول در خون غواص پس از استراحت بر سطح است. در جدول‌های مدرن غواصی تفریحی نظیر برنامه‌ریز غواصی تفریحی مدت زمان غواصی بعدی غواص پس از استراحت بر سطح با در نظر گرفتن میزان نیتروژن ساکن در بدن وی از غوص قبلی محاسبه می‌گردد.

### غوصهای مکرر
غوص‌های مکرر غوصهائی تکراری هستند که پس از استراحت بر سطح بین هر کدام از غوص‌های قبلی اعمال می‌گردند.

### غواصی در ارتفاعات
جدول‌های غواصی مدرن و امروزی برای غواصی تا ارتفاع 300 متر بالاتر از سطح دریا محاسبه و طراحی گردیده‌اند. غوصهائی که بالاتر از این ارتفاع اعمال می‌گردند به عنوان غواصی در ارتفاعات شناخته شده‌اند که نیازمند محاسبات خاص دیگری فراتر از استفاده از جدول‌های غواصی تفریحی می‌باشند.

### پرواز و صعود به ارتفاعات پس از غواصی
بطور کلی پرواز یا صعود به ارتفاعات پس از غواصی می‌تواند تشدیدکننده بیماری فشار محسوب گردد. بنابراین توصیه می‌شود که پس از انجام یک عملیات غواصی در روز تا 12 ساعت و پس از انجام غوص‌های مکرر در روزهای متوالی حداقل 18 ساعت از پرواز یا صعود به ارتفاعات خودداری گردد.

### تراکم زدائی مرحله‌ای

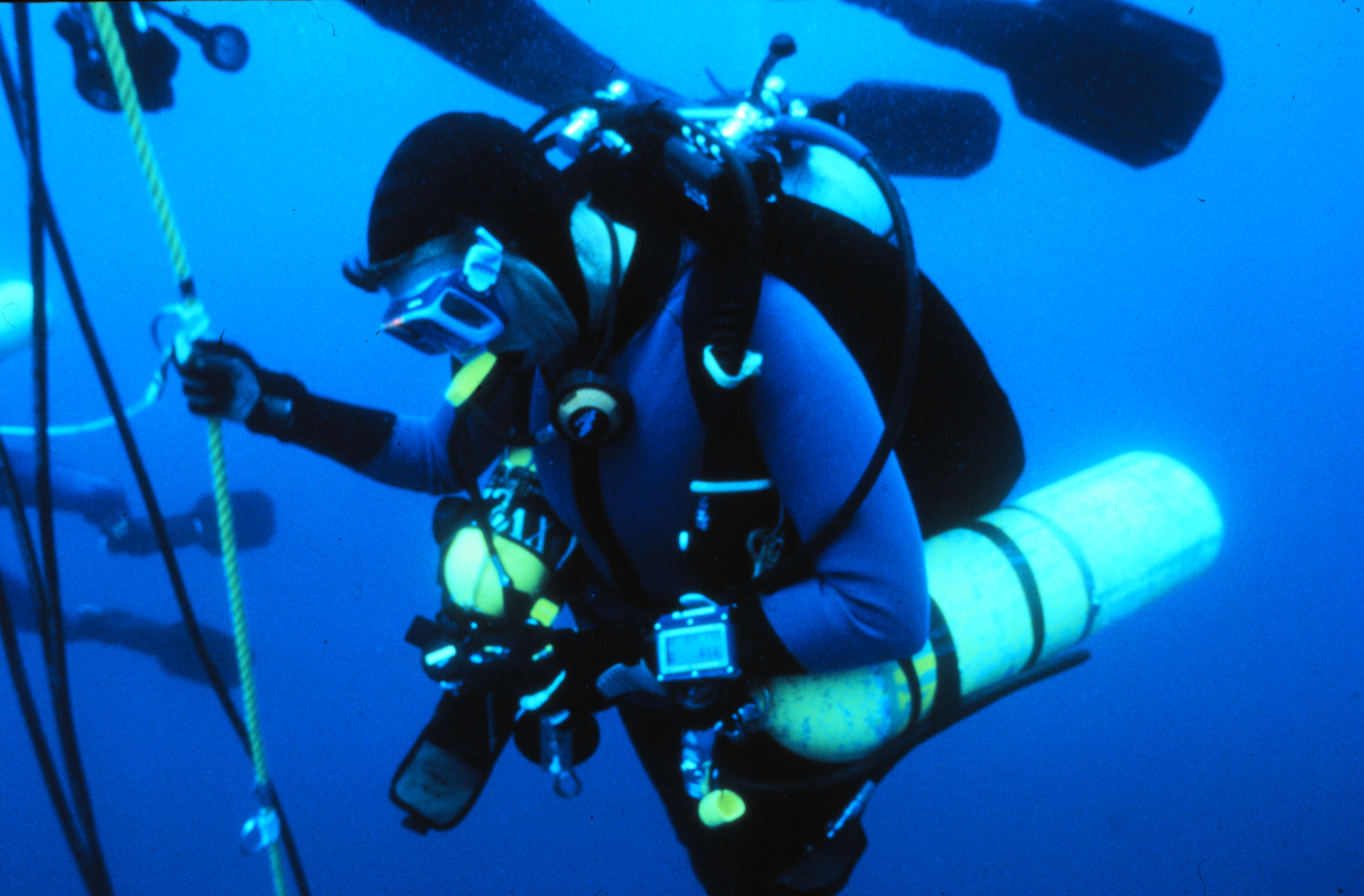
Technical diver at a decompression stop.

تراکم زدائی مرحله ای، توقف‌های متعدد بداشت فشاری است که امروزه فقط در غواصی‌های فنی یا صنعتی کاربرد دارد. در این نوع تراکم زدائی، غواص پس از باقی‌ماندن در عمق و رسیدن به حالت اشباع نیازمند برداشت فشار مکرر در سطوح مختلف و در فشارهای محیطی مختلف می‌گردد.
امروزه محاسبات دقیق کامپیوترهای غواصی و استفاده از جدول‌های غواصی تفریحی مدرن مانند برنامه‌ریز غواصی تفریحی نیاز به توقف‌های طولانی و مکرر در سطوح مختلف را کاهش داده و غواص فقط نیازمند توقف در یک مرحله می‌باشد که غالباً در عمق 5متری و برای 3 دقیقه انجام می‌گردد.

### برداشت فشار بر سطح
برداشت فشار بر سطح عملیست که معمولاً غواصان اشباع پس از بازگشت بر سطح و در اتاق‌های فشار با فشارگزاری مجدد و کاهش تدریجی آن انجام می‌دهند. در غواصی‌های تفریحی و بااستفاده از جدول‌های غواصی امروزی به دلیل نرسیدن میزان نیتروژن محلول در خون غواص به حد اشباع نیاز به برداشت فشار بر سطح نمی‌باشد.

## تجهیزات تراکم زدائی

### کنترل عمق و سرعت صعود
کنترل عمق مجاز و عدم رسیدن به حداکثرها بهترین و مؤثرترین روش پیشگیری از آسیب‌های جدی فشاری به هنگام غواصی می‌باشند. تبعیت از قوانین و راهکارهای برنامه‌ریز غواصی تفریحی کاهش دهنده این آسیب‌ها بوده و در دهه‌های اخیر به طرز چشمگیری از سوانح غواصی منجر به بیماری فشار کاسته است.
همچنین این جدول‌ها سرعت مجاز صعود و بازگشت به سطح را کمتر از 18 متر در دقیقه که سرعت عادی به سطح آمدن یک حباب گاز از بستر و رسیدن سالم ان به سطح اب است را پیشنهاد می‌کنند.
اما سرعت مطمئن و پیشنهادی اکثر سیستم ها ۱۰ متر و کمتر است

#### نشانگرشناور سطحی و نشانگرشناور سطحی تأخیری

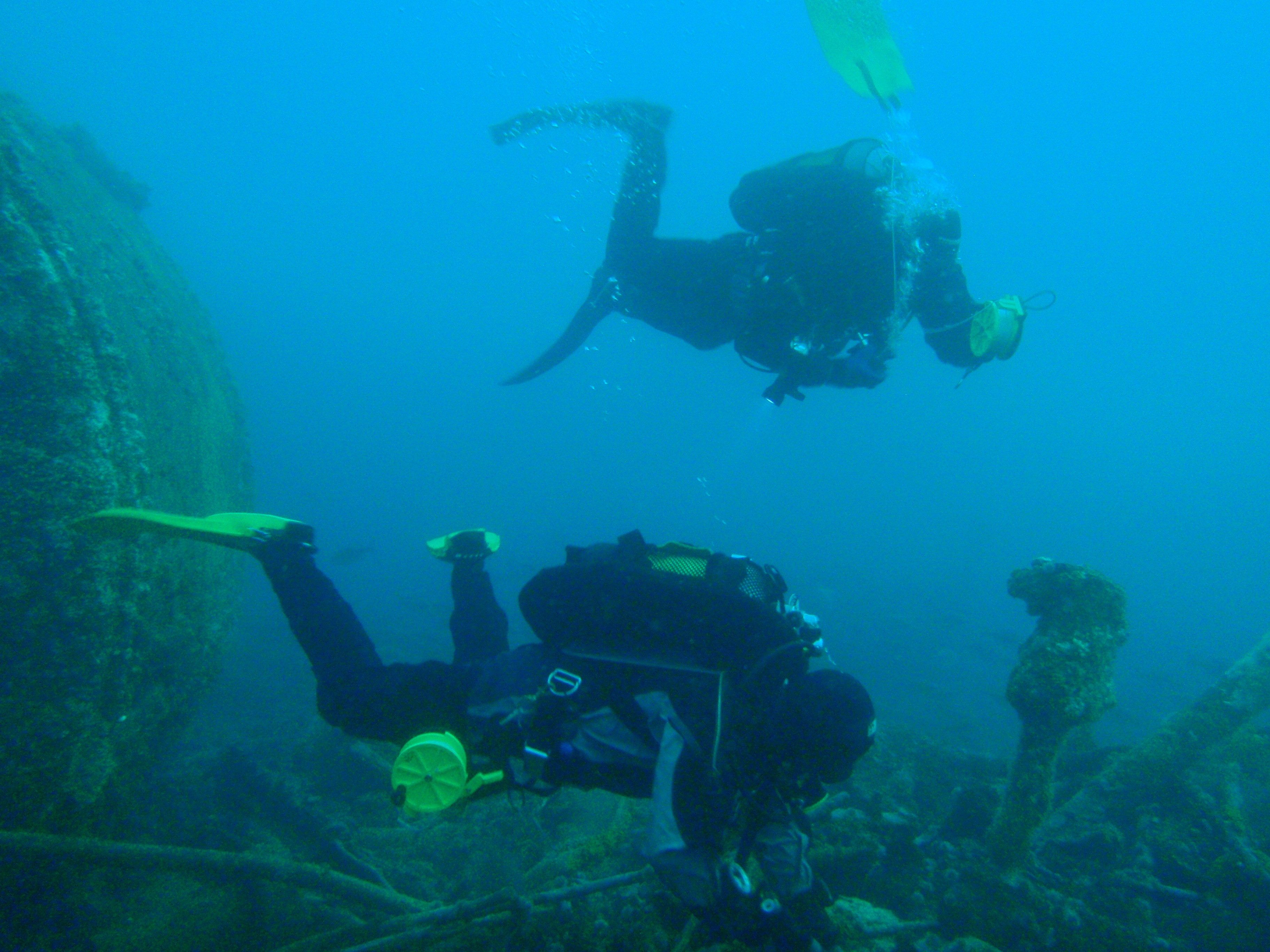
Diver deploying a DSMB

نشانگرهای سطحی، وسایلی برای هشدار به شناورهای در حال تردد بر سطح آب هستند که نشاندهنده آن است که غواص یا غواصانی در زیر سطح در حال توقف برداشت فشار می‌باشند. این نشانگرها توسط غواصان پس از رسیدن به نقطه مورد نیاز برای توقف برداشت فشار رهاشده و به صورت شناور بر سطح اب باقی می‌مانند.

### محفظه‌های تراکم زدائی روی عرشه

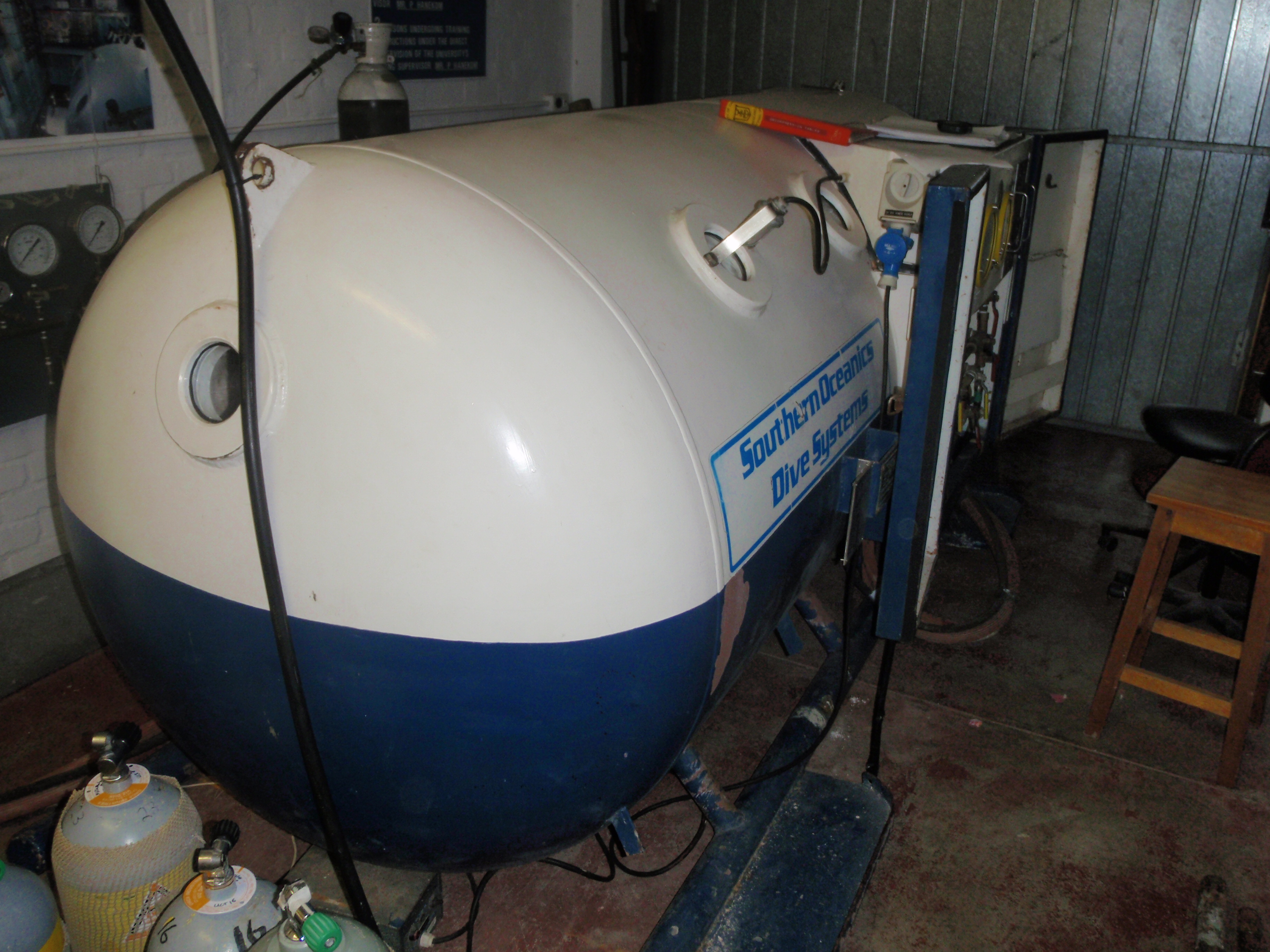
A basic deck decompression chamber

محفظه‌های تراکم زدائی، اتاق‌هائی کپسول مانند می‌باشند که برای فشارگذاری مجدد و برداشت فشار تدریجی غواصان یا افرادی که در محیطهای پرفشار باقی‌مانده‌اند به کار می‌آید.
استفاده از این اتاق‌ها غالباً در غواصی صنعتی و به دلیل رسیدن غواص به حالت اشباع رایج بوده و در غواصی تفریحی با توجه به اینکه غواص همواره در محدوده‌ای ایمن از جذب نیتروژن باقی می‌ماند، مرسوم نیست.

## مطالعه بیشتر
1. Powell, Mark (2008). Deco for Divers. Southend-on-Sea: Aquapress. ISBN 1-905492-07-3.
2. Hills. B. (1966); A thermodynamic and kinetic approach to decompression sickness. Thesis
3. Gribble, M. de G. (1960); A comparison of the High-Altitude and High-Pressure syndromes of decompression sickness, Brit. J. industr. Med. , 1960, 17, 181.
4. Lippmann, John; Mitchell, Simon (2005). Deeper into Diving (2nd ed.). Melbourne, Australia: J L Publications. ISBN 0-9752290-1-X. Section 2 chapters 13–24 pages 181–350